# Вайтголл (Огайо)
Вайтголл (англ. Whitehall) — місто (англ. city) в США, в окрузі Франклін штату Огайо. Населення — 20 127 осіб (2020).

## Географія
Вайтголл розташований за координатами 39°58′8″ пн. ш. 82°53′2″ зх. д. / 39.96889° пн. ш. 82.88389° зх. д. (39.968968, -82.883948).  За даними Бюро перепису населення США в 2010 році місто мало площу 13,69 км², з яких 13,62 км² — суходіл та 0,07 км² — водойми.

## Демографія
Згідно з переписом 2010 року, у місті мешкали 18 062 особи в 7522 домогосподарствах у складі 4406 родин. Густота населення становила 1320 осіб/км².  Було 8785 помешкань (642/км²).
Расовий склад населення:
| - 58,8 % — білих - 29,3 % — чорних або афроамериканців - 1,5 % — азіатів - 0,5 % — корінних американців - 5,5 % — осіб інших рас |

До двох чи більше рас належало 4,4 %. Частка іспаномовних становила 9,9 % від усіх жителів.
За віковим діапазоном населення розподілялося таким чином: 25,8 % — особи молодші 18 років, 63,0 % — особи у віці 18—64 років, 11,2 % — особи у віці 65 років та старші. Медіана віку мешканця становила 35,0 року. На 100 осіб жіночої статі у місті припадало 94,6 чоловіків;  на 100 жінок у віці від 18 років та старших — 91,5 чоловіків також старших 18 років.
Середній дохід на одне домашнє господарство  становив 44 017 доларів США (медіана — 35 476), а середній дохід на одну сім'ю — 50 384 долари (медіана — 40 927). Медіана доходів становила 32 088 доларів для чоловіків та 29 196 доларів для жінок. За межею бідності перебувало 22,8 % осіб, у тому числі 33,5 % дітей у віці до 18 років та 8,0 % осіб у віці 65 років та старших.
Цивільне працевлаштоване населення становило 8441 осіб. Основні галузі зайнятості: освіта, охорона здоров'я та соціальна допомога — 17,9 %, роздрібна торгівля — 14,0 %, мистецтво, розваги та відпочинок — 12,4 %.